# Spineshank
A Spineshank egy amerikai metalegyüttes Los Angelesből. A zenekar 1996-ban alakult egy Basic Enigma nevű formáció romjain. A Spineshank első albuma Strictly Diesel címmel jelent meg 1998-ban a Roadrunner kiadásában. Az indusztriális hatásokat felvonultató második nagylemezük két évvel később jött ki. 2001-ben felléptek a Ozzfesten. 2003-ban megjelent harmadik albumukról a Smothered című dalt Grammy-díjra jelölték a Best Metal Performance kategóriában.
2004-ben a frontember Jonny Santos kilépett az együttesből. Helyét Brandon Espinoza, aki három éven keresztül volt a Spineshank énekese, de lemezek nem készültek vele. 2008-ban visszatért Santos, és a Roadrunner ennek okán piacra dobta a The Best of Spineshank válogatást. Egy új stúdióalbum négy évet kellett várni. 2012 júniusában a Century Media kiadásában jelent meg a Spineshank negyedik nagylemeze, az Anger Denial Acceptance.

## Tagok
Jelenlegi felállás
- Jonny Santos – ének, gitár (1996–2004, 2008–napjainkig)
- Mike Sarkisyan – gitár, piano (1996–napjainkig)
- Robert Garcia – basszusgitár, háttérvokál (1997–napjainkig)
- Tom Decker – dobok, programozás, billentyűsök (1996–napjainkig)

Korábbi tagok
- Brandon Espinoza – ének (2005–2007)

## Diszkográfia
- Strictly Diesel (1998)
- The Height of Callousness (2000)
- Self-Destructive Pattern (2003)
- The Best of Spineshank (válogatás, 2008)
- Anger Denial Acceptance (2012)

## Fordítás
Ez a szócikk részben vagy egészben  a   Spineshank című angol Wikipédia-szócikk fordításán alapul.  Az eredeti cikk szerkesztőit annak laptörténete sorolja fel. Ez a jelzés csupán a megfogalmazás eredetét és a szerzői jogokat jelzi, nem szolgál a cikkben szereplő információk forrásmegjelöléseként.